# 地獄へつゞく部屋
- 地獄へつづく部屋

地獄へつゞく部屋（じごくへつづくへや、House on Haunted Hill）とは、1959年に公開されたアメリカ合衆国のホラー映画。監督はウィリアム・キャッスル。脚本はキャッスルとロブ・ホワイト 。百万長者（ヴィンセント・プライス）が5人の客（リチャード・ロング、ジャリー・ミッチャム、アラン・マーシャル、キャロリン・クレイグ、エリシャ・クック・Jr）を自分が借りた幽霊屋敷に招待する。無事そこで一晩過ごせば1万ドルの大金を得られるが、客たちはさまざまな恐怖に襲われるーーというストーリー。カーニバルのお化け屋敷で使われる小道具を多数利用して、恐怖を演出している。なお、この映画はパブリックドメインになっている。

## キャスト
※括弧内は日本語吹替（1972年）

ヴィンセント・プライス

- フレデリック・ローレン; ヴィンセント・プライス（大木民夫）
- アナベラ・ローレン（フレデリックの妻）; キャロル・オマート（瀬能礼子）
- ランス・シュローダー（テストパイロット）; リチャード・ロング
- デイヴィッド・トレント博士（心霊研究家）; アラン・マーシャル
- ノラ・マニング（フレデリックの会社の従業員）; キャロリン・クレイグ（杉山佳寿子）
- ワトソン・ブリチャード（屋敷の所有者）; エリシャ・クック・Jr
- ルース・ブリッジス（新聞記者）; ジャリー・ミッチャム
- スライデス夫人; レオナ・アンダーソン
- ジョナス・スライデス; ハワード・ホフマン

## プロダクションノート
- 家の外観は、フランク・ロイド・ライトが1924年に設計したカリフォルニア州ロスフェリスのエニス・ハウス（英語版）を使った[4][5]。しかし、映画のポスターには4階建てのロマネスク建築の建物が描かれた。
- 撮影の大部分はサウンドステージで行われた[6]。ガス・シャンデリア、取付け燭台などのインテリアは、1890年代のヴィクトリア朝のものなどを取り合わせた。
- 宣伝材料はすべて『House on Haunted Hill』だが、予告編だけ冠詞（The）のついた『The House on Haunted Hill』になっている。
- この映画でもっとも有名なのは、初公開時に使われた「イマーゴウ（Emergo）」[7]と呼ばれる宣伝用のギミックであろう[8]。スクリーンの横に滑車を仕掛け、映画の後半、ある場面が来たところで、観客の頭上にプラスチック製の骸骨を飛ばしたのである[9]。このギミックはマンハッタンのフィルム・フォーラム[10]、ニュージャージーのLoew's Jersey Theatre[11]、日本でも京都みなみ会館（カナザワ映画祭2018）[7]での上映で再現された。
- キャッスルのギミックによりこの映画は低予算ながら興行的に大成功を収めた。それに刺激されたのかアルフレッド・ヒッチコックは翌年、低予算で『サイコ』を撮った[12]。すると、キャッスルは『サイコ』を真似た『第三の犯罪』（1961年）などを作った。実はキャッスルは大のヒッチコック・ファンだったのだ[8]。

## リメイク
- 1999年に『TATARI タタリ』としてリメイクされた。興行的に成功し続編『TATARI 呪いの館（英語版）』も作られたが劇場公開はならず、オリジナルビデオとしてリリースされた。
- 2017年、キャッスルの娘テリー・キャッスル（『TATARI タタリ』の共同プロデューサーでもある）が物語の前日譚の脚本を執筆中との報道がされた[13]。